# Школа (телесериал)
«Шко́ла» — российский телесериал режиссёров Валерии Гай Германики, Руслана Маликова и Наталии Мещаниновой. Сюжет рассказывает о нескольких месяцах жизни и учёбы учеников девятого класса московской школы.
Телесериал транслировался на «Первом канале» с 11 января по 27 мая 2010 года (с двухнедельным перерывом во время проведения Олимпиады в Ванкувере) и вызвал широкий общественный резонанс и критику ряда общественных и политических деятелей.

## Сюжет
Сериал рассказывает о взаимоотношениях подростков с одноклассниками, учителями и родителями, их проблемах и жизненных ситуациях, а также о трудностях в жизни самих учителей и их отношениях между собой.
Действие начинается в первый день после зимних каникул. В центре событий — обычный 9 «А» класс московской школы, который считается «образцово-показательным».
В класс приходит новенький — Илья Епифанов. Уже в первый день он демонстрирует вызывающее поведение, за что его выгоняют с урока физики. Классный руководитель 9 «А» — учитель истории Анатолий Германович Носов, который в тот день праздновал свой юбилей, встречает ученика в школьном коридоре и просит его сходить к нему домой за белой рубашкой. Дома у классного руководителя Епифанов знакомится с его внучкой Аней, которая находится на домашнем обучении и в шутку предлагает ей «избавиться от деда».
Во время школьного концерта в честь юбилея Анатолия Германовича кто-то подбрасывает ему обнажённые фотографии его внучки, из-за чего у учителя случается инсульт. Однако присутствующие связывают его состояние с новеньким, который как раз в этот момент читал со сцены провокационное стихотворение Алины Витухновской. А Аня Носова, вскоре вышедшая в школу в стиле «эмо», чтобы привлечь внимание Епифанова, быстро испортила отношения с одноклассниками и стала объектом травли, в том числе из-за своих фотографий, о которых вскоре узнала вся школа.
Параллельно развиваются другие линии: Лёха Шутов влюбляется в Иру Шишкову, но их отношения осложняются вмешательством Оли Будиловой — первой красавицы класса. Аня Носова сближается с Ильей, но он увлекается Будиловой. Учитель химии шантажирует Аню, а позже её обвиняют в ложном доносе о домогательствах.
По мере развития сюжета, конфликты только нарастают. Будилова, узнав о беременности от Лёхи, скрывает это, хотя в итоге оказывается не беременна. Илья пытается помочь больной матери, но она умирает от рака. Аня, не выдержав травли, кончает жизнь самоубийством в психологическом центре, оставив предсмертное видео.
В финале сериала класс едет на похороны Ани, Илья мирится с тётей, Будилова возвращается домой, а учительница физики, переживая личный кризис, уходит в караоке с ученицей.

## В ролях

### Ученики 9 «А»
- Алексей Литвиненко — Илья Епифанов, новый ученик, влюблен в Будилову;
- Валентина Лукащук — Анна Носова (Марла), эмо, влюблена в Епифанова;
- Анна Шепелева — Ольга Будилова, «первая красавица» класса;
- Наталья Терешкова — Ирина Шишкова, танцовщица народных танцев, влюблена в Шутова;
- Константин Пояркин — Михаил Дятлов, влюблен в Носову;
- Сергей Белов — Сергей Королёв, сын состоятельных родителей, проявляет симпатию к учительнице физики;
- Алексей Маслодудов — Вадим Исаев, скинхед;
- Дарья Русакова — Вера Ахмаметьева, идет на золотую медаль;
- Антон Чечевичкин — Владимир Фаликов;
- Сергей Овчинников — Дмитрий Горяев;
- Лариса Набатова — Дарья Харитонова, подруга Оли Будиловой и учительницы физики, влюблена в Королева;
- Виталий Лаптев — Константин Глушаков;
- Надежда Иванова — Софья Каштанская;
- Михаил Исаханов — Тимур Задоев, кавказец;
- Наталья Борисова — Мария Цибина;
- Светлана Фомина — Лана Виноградова;
- Ани Овсепян — Ани.

### Педагогический состав
- Елена Папанова — Валентина Харитоновна Мурзенко, учитель русского языка и литературы, новая классная руководительница 9 «А» (из 2 серии), и. о. директора (из 32 серии)
- Александра Ребенок — Наталья Николаевна Орлова, учитель физики, новая классная руководительница 9 «А» после Мурзенко (из 35 серии), встречалась с отцом Сергея Королёва
- Алексей Курганов — Арсений Иванович Дегтярёв, учитель химии
- Геннадий Подшивалов — Алексей Николаевич Мотылёв, директор школы (до 31 серии) и учитель обществознания
- Наталья Сапецкая — Елена Григорьевна Крымова, учитель английского языка, встречается с учителем истории
- Сергей Кагаков — Олег Семёнович Привольнов, учитель географии, негативно относится к другим национальностям, пытается привить похожие взгляды своим ученикам
- Николай Сутармин — Юрий Николаевич Иванов, учитель истории, встречается с учительницей английского
- Татьяна Косач-Брындина — Светлана Викторовна, школьный секретарь
- Татьяна Монахова — Софья Андреевна Шварцфельд, учитель математики
- Татьяна Титова — Зоя Ивановна Гринько, учитель физкультуры

### Родственники учащихся
- Аля Никулина — Нина Юрьевна Носова, бабушка Ани Носовой, пенсионерка;
- Анатолий Семёнов — Анатолий Германович Носов, дедушка Ани Носовой, заслуженный учитель России, бывший классный руководитель 9 «А» и учитель истории;
- Лариса Халафова — тётя Патя, мать Тимура Задоева, повариха в школьной столовой;
- Любовь Фирсова — Надежда Епифанова, мать Ильи Епифанова;
- Ольга Турутина — Маргарита Будилова, мать Ольги Будиловой;
- Лика Добрянская — Наталья Шишкова, мать Ирины Шишковой;
- Михаил Будник — Геннадий Шишков, отец Ирины Шишковой;
- Валентин Самохин — Валентин Иванович Дятлов, отец Миши Дятлова, врач;
- Валерия Богук — Вероника Григорьевна, мать Веры Ахмаметьевой;
- Андрей Андреев — Антон Сергеевич Королёв, отец Сергея Королёва, встречался с Наталией Орловой;
- Татьяна Курова — Татьяна Анатольевна Королёва, мать Сергея Королёва;
- Никита Полицеймако — Фёдор Исаев, младший брат Вадима Исаева;
- Александр Вдовин — Николай Исаев, отец Вадима и Фёдора Исаевых, сантехник, алкоголик;
- Ольга Корнейчук — мать Вадима и Фёдора Исаевых;
- Ольга Гостемилова — мать Сони Каштанской;
- Марина Зубанова — Катя, тётя Ильи Епифанова;
- Сергей Щепачев — отец Ольги Будиловой;
- Виктория Верберг — мать Дарьи Харитоновой;
- Леонид Кутсар — отец Дарьи Харитоновой.

### Прочие
- Игорь Огурцов — Алексей Шутов, ученик 10 «А»;
- Юлия Александрова — Колючка (Людмила), эмо-подруга Ани Носовой, влюблена в Дятлова;
- Татьяна Шевченко — Меланья (Татьяна), эмо-подруга Ани Носовой, влюблена в Епифанова;
- Юлия Волкова — Багира, скинхед, девушка Исаева;
- Валерий Тюнин — Игорь Орлов, муж Натальи Николаевны;
- Александр Болдашов — Урик, эмо, друг Колючки и Меланьи;
- Эдуард Рябинин — школьный охранник;
- Николай Басканчин — Сергей Иванович, тренер Шишковой по народным танцам;
- Сергей Волков — Бугаев, художник;
- Алексей Афанасьев — наркоман, сын художника Бугаева;
- Алексей Огурцов — тренер Миши Дятлова;
- Владимир Перегудов — психолог, друг отца Дятлова;
- Сергей Masterboy Смирнов — хозяин автомойки;
- Евгений Митта — хозяин собаки, украденной по ошибке Исаевым;
- Наталья Степанова — терапевт;
- Светлана Кондратова — школьная медсестра;
- Вячеслав Хахалкин — главарь банды скинхедов;
- Илья Островский — продавец в зоомагазине.

## Съёмки
Сериал снимался в московской школе № 945 на Ореховом бульваре недалеко от станции метро «Красногвардейская». Школа была выбрана, по словам её директора Татьяны Рыбиной, «из-за архитектуры и удобного расположения по отношению к метро». Съёмки сериала закончились 2 апреля 2010 года.

## Саундтрек
Музыкальные композиции, прозвучавшие в сериале:
- Лондон — «Гарри Поттер», «Ты не знаешь меня», «Спокойной ночи!», «Выше»
- Marakesh — «Осколки», «Не любовь», «Разбивая гитары и сердца»
- The Matrixx — «В открытый рот», «Ненормальный», «Жить всегда», «Такой день»
- Yogik — «Чёрное конфетти», «Все проиграли»
- Трэш-шапито КАЧ — «Блёстки», «Культура», «Я люблю, а все только …»
- Тараканы! — «То, что не убивает тебя», «Кто-то из нас двоих», «Отличные парни»
- Face2Face — «Кошка», «В объятьях ночи»
- Коррозия Металла — «Адский топор»
- Последние танки в Париже — «Обратный билет», «Чиво-чиво», «Я тебя люблю!», «Революция», «Закрой свои глаза», «Глаза ментов», «Трава-любовь», «Любовь — это ненависть», «Бесполезные песни»
- Ёлка — «Девочка-студентка», «Мальчик-красавчик», «Андеграунд города (дуэт с Mr. Simon)», «Город обмана», «Ненастоящая любовь», «Девочка в Пежо»
- Dj Smash — «Лучшие песни», «Moscow Never Sleeps», «Волна», «Самолёт»
- One Two — «Ночь»
- Блондинка КсЮ — «Вместо жизни», «Разорви», «Первая кровь»
- Deform — «Мёртвая романтика», «Зарази меня жизнью»
- Quest Pistols — «Электрические провода», «Белая стрекоза любви»
- Йена — «ЖЖ»
- Roman Rain — «Кукла», «Ночь-Девочка-Ночь», «Королева»
- Treya — «НЛО», «Истерика»
- Дельфин — «Я», «Нечестно»
- Оригами — «Без лишних слов»
- Лера Массква — «Разные»
- Гражданская оборона — «Всё идёт по плану»
- Мумий Тролль — «Владивосток 2000»

## Отзывы

### Кинокритики, пресса
Кинокритик Роман Волобуев положительно оценил актёров сериала и крупные планы. Также Волобуев отметил важность того факта, что подобный авторский проект был показан широкой аудитории на «Первом канале». В 2012 году в интервью на радио «Эхо Москвы» Роман Волобуев похвалил исполнительниц главных ролей Валентину Лукащук, Анну Шепелеву и Александру Ребенок.
Музыкальный критик Артемий Троицкий в своём отзыве сказал, что он «поклонник сериала „Школа“», и что «Школа» — это лучшее, что было создано на государственных телеканалах за всё постсоветское время. Он также назвал сериал «островком правдивости и достоверности» среди «океана фальши и лукавства» «Первого канала».
Переводчик Дмитрий Пучков сказал, что телесериал отлично сделан и, что он «резко отличается от продукции подобного рода на нашем ТВ». Пучков отметил, что создатели сериала знают свой предмет и владеют ремеслом.
По мнению кинокритика Василия Корецкого, сценарию сериала не хватает энергичности и изобретательности. Кинорежиссёр и сценарист Марина Разбежкина отметила операторскую работу в сериале, которая «только усиливает достоверность зрелища». Кинорежиссёр и продюсер Александр Шейн сказал, что режиссёр Валерия Гай Германика «очень успешно перенесла в сериал всё то, что хочет выразить как автор, соблюдая при этом формат сериала» и, что у неё есть «очень чёткий контакт с её героями».
По мнению медиаидеолога Марины Леско, в сериале нет агрессии и распущенности, в которых его обвиняют. Журнал Interview написал, что сериал «Школа» сделан от противного, где дружбу, например, «можно увидеть только в ссоре».

### Официальные лица
Владимир Путин во время посещения Чувашского государственного университета в День студента заявил, что сериал показывает точку зрения авторов и что проблемы, поднятые в сериале, сейчас актуальны.
Вскоре после начала показа сериала на заседании правительства Москвы глава департамента образования Москвы Ольга Ларионова выступила против показа на «Первом канале» сериала «Школа».
Также против показа сериала выступили заместитель министра культуры Пензенской области Кирилл Застрожный, депутаты Ульяновска, Волгограда, депутаты Рязанской областной думы, члены заседания Общественного совета при Законодательном собрании Краснодарского края по этике и нравственности, Министерство образования и науки Амурской области.
Андрей Фурсенко, министр образования и науки Российской Федерации сказал, что показанное в сериале — это «полуправда», и что «не вся наша школа такая».
Фильм подвергли критике некоторые депутаты Государственной думы РФ, в числе которых Тамара Плетнёва и Ирина Яровая. Депутат Владислав Юрчик на пленарном заседании Госдумы назвал «Школу» «спланированной диверсией против наших детей и молодёжи». Кроме того, негативно о сериале отозвался губернатор Омской области Леонид Полежаев.
Глава Рособразования Николай Булаев после просмотра второй серии «Школы» назвал увиденное «своеобразной концентрацией негатива» и выразил мнение, что начинать говорить о школе в Год учителя показом данного сериала на «Первом канале» неправильно.

### Религиозные деятели
Официальные представители РПЦ МП также дали оценку сериалу. Патриарх Московский и всея Руси Кирилл заявил, что в гротескной форме этот сериал «показал нам, что происходит с нашими детьми и молодёжью», и отметил в связи с этим важность преподавания в школах основ религиозной культуры и светской этики.
Протоиерей Всеволод Чаплин отметил, что в сериале отсутствует моральная оценка происходящего в фильме. Глава синодального Информационного отдела Владимир Легойда заявил, что любое художественное произведение не может быть талантливым, если оно «является всего лишь зеркалом».

### Общественность
Заслуженный учитель России, член Общественной палаты РФ, директор московского Центра образования № 548 Ефим Рачевский назвал сериал «абсолютной чернухой про учителей» и сказал, что после просмотра ему «не захотелось быть учителем».
Против показа сериала выступили директора школ Саратова, учителя Камчатки, Кубани и Урала.
Победитель конкурса «Учитель года—2007», преподаватель математики московской школы № 2030 Анна Мехед в интервью РИА Новости сказала, что после просмотра второй серии «Школы» получила «только отрицательные эмоции».

## Цензура в сериале
- Из версии сериала, показанной на «Первом канале», некоторые моменты были вырезаны. На Украине сериал транслировался в полном варианте[29].
- Исполнитель одной из главных ролей в сериале — актёр Алексей Литвиненко в интервью сказал, что в телевизионную версию не вошёл ряд сцен, но, по его словам, они обязательно выйдут на DVD-издании[30].

## Социальная сеть
В финальных титрах каждой серии была указана ссылка на социальную сеть «В школе.ру», которая была запущена «Красным квадратом» при поддержке «Первого канала» в январе 2010 года специально к премьере сериала и просуществовала один год.
Зарегистрировавшись на сайте можно было создать виртуальную версию своего класса: найти школьных товарищей, добавить их к себе в друзья, пообщаться (лично, в группах или сообществах) и рассказать о том, как проходила ваша школьная жизнь. Ожидалось, что режиссёр-постановщик Валерия Гай Германика будет просматривать опубликованные школьные истории, и, по возможности, включать те или иные случаи из жизни пользователей в новые серии сериала, а также скорректирует общую сюжетную линию, чтобы добавить сериалу реалистичности.
На сайте можно было просматривать новые серии сериала до выхода на «Первом канале» и обсуждать их, общаться с создателями проекта. Также в социальный сети был представлен дополнительный фото- и видеоконтент.

## Книги
С июля по сентябрь 2010 года издательство «Амфора» выпустило 4 книги о героях сериала. Все книги написаны на основе «белых пятен» сюжета «Школы», повествуя о тех событиях, на которые даны были намёки в сериале, но не была раскрыта их суть. В каждой книге — по две повести, каждая — о ком-то из героев сериала. Серия книг называлась «Школа»:
1. Лена Миро, Алексей Олин. Дневник Марлы, Детство кончилось. — Амфора, 2010. — 320 с. — 15 000 экз. — ISBN 978-5-367-01429-7. — о блоге Ани Носовой и ее жизни до событий сериала[34].
2. Анна Козлова, Валерий Айрапетян. Тело Будиловой, Дело Дятлова. — Амфора, 2010. — 192 с. — 5000 экз. — ISBN 978-5-367-01450-1. — о летних каникулах Оли Будиловой и нестандартном случае из жизни Миши Дятлова.
3. Лена Миро, Алексей Олин. Оборотень с указкой, Бытовая химия. — Амфора, 2010. — 254 с. — 5000 экз. — ISBN 978-5-367-01526-3. — о личной жизни физички Натальи Николаевны Орловой и истинных чувствах учителя химии Арсения Ивановича Дегтярёва к ученице Ане Носовой.
4. Екатерина Чубукина. Выжить и победить: практические советы школьного психолога. — Амфора, 2010. — 224 с. — 7000 экз. — ISBN 978-5-367-01432-7. — полезные советы, увлекательные тесты и тренинги от школьного психолога для достижения душевной гармонии школьников.

## Выпуск на DVD
В России и странах СНГ сериал «Школа» лицензионно издавался на DVD с 11 марта 2010 года компанией «Новый диск». Всего было выпущено десять DVD-дисков по 4 серии на каждом (40 серий из 69), после чего выпуск сериала на DVD был приостановлен.
17 февраля 2011 года состоялся релиз «Полного издания сериала „Школа“. Версия без цензуры (на 6 DVD — все 69 серий „Школы“)» от компании «Новый диск». На каждом из 6-ти дисков находилось по 10-12 серий «Школы».

## Спектакль
1 сентября 2020 года, к 10-летию с даты премьеры сериала на «Первом канале», на площадке «DOC на острове» состоялась премьера спектакля Дмитрия Соболева «Будущее.doc» с участием актёров проекта. В основу постановки легли монологи ребят из 15 разных городов мира. Чтобы понять и отразить образ современного подростка, было записано полсотни интервью с парнями и девушками 13-17 лет. Они рассказали о личных проблемах, о взглядах на политику, о желаниях, травмах и о видах на будущее. Перфоманс был поставлен с использованием технологии Headphone verbatim, созданной в Лондоне.
Драматургом спектакля выступил сценарист сериала Иван Угаров. В постановке приняли участие: Александра Ребенок, Анна Шепелева, Алексей Маслодудов, Надежда Иванова, Алексей Литвиненко. Гостем показа стала режиссёр-постановщик Валерия Гай Германика.

## Награды и номинации

### Награды
- 2010 — Премия «Клуба телепрессы» в номинации «Событие телесезона» с формулировкой «За бесстрашие эксперимента»[39].
- 2010 — Премия «ТЭФИ» в номинации «Продюсер фильма/сериала» (Константин Эрнст, Игорь Толстунов).
- 2011 — Премия «Золотой носорог» (категория «Теленовелла (больше 32 серий)») в номинации «Лучший оператор-постановщик», «Лучший кастинг».

### Номинации
- 2010 — Премия «ТЭФИ»: номинация за «Телевизионный художественный сериал», «Режиссёра телевизионного художественного фильма/сериала» (Валерия Гай Германика, Руслан Маликов, Наталья Мещанинова), «Сценариста телевизионного художественного фильма/сериала».
- 2011 — Премия «Золотой носорог» (категория «Теленовелла (больше 32 серий)»): номинация за «Лучшую женскую роль» (ансамбль), «Лучшую мужскую роль» (ансамбль), «Лучшую мужскую роль второго плана» (Анатолий Семёнов)[40].

## Факты
- По данным социологов, за показом сериала «Школа» следила треть опрошенных россиян[41].